# Stvor koji vreba u magli
Stvor koji vreba u magli je 2. epizoda serijala Priče iz baze "Drugde" objavljena premijerno u Srbiji u br. 15. obnovljene edicije Zlatne serije koju je pokrenuo Veseli četvrtak. Sveska je izašla 26. septembra 2019. godine i koštala 350 dinara (3,45 $; 2,96 €). Imala je 148 strana. Nakon epizode nalazio se strip Senka i blesak (Shadow and Flash) kao adaptacija istoimene priče Džeka Londona u izvedbi Antonija Sere i Đankarla Alesandrinija (str. 149–170).

## Originalna epizoda
Po originalnom redosledu, ovo je 2. epizoda epizoda serijala. Premijerno je objavljena pod nazivom La cosa che attenda nella nebbia u izdanju Bonelija u Italiji 1.11.1999. Epizodu je nacrtao Dućio Kolombi, a scenario napisao Karlo Rekagano. Cena sveske iznosila je 5,500 lira (2,87 $; 5,56 DEM).

## Kratak sadržaj

### Prolog
Prolog: U decembru 1895. godine, vojna ekspedicija nalazi se u šumi Gostvud (blizu Kanadske granice), istraživajući mesto gde je u stanju ludila pronađen Merviveder Luis. Iznenada nailaze na grupu engleskih vojnika iz 17. veka koje predvodi kapetan Henri Hadson koji igraju kroket. Hadson se pretvara u čudovište nakon čega vojna ekspedicija beži glavom bez obzira.
Jedan od njih je Kajl Anderson, koji se vraća da obavesti američku vladu o detaljima ovog događaja. Danas Anderson radi u bazi "Drugde" sa čijim detaljima ga upoznaje pretpostavljeni Gordon Koul. Koul ga vodi u veliku podzemnu biblioteku u kome ga upoznaje sa istorijom "Drugde". Osnovana je 1776, u vreme kada je rat za nezavisnost bio u punom jeku i kada je tajanstveno čudivište zapretilo kolonijama. Osnivači su bili T. Džeferson, B. Frenklin, Amanda Janoš i Žan-Luj Bjento. Koul vodi Andersona u galeriju u kome mu pokazuje čitav niz poznatih ličnosti koje su bili saradnici baze - Ulis Grant, Edgar Alan Po, Helingen, Mark Tven, Žil Vern...
Kajl Anderson dobija zadatak da istraži ekspediciju Luisa i Klarka iz perioda 1804-1806. Ova ekspedicija imala je zadatak da istraži do tada nepoznate teritorije da bi pronašla nove puteve za trgovinu čime bi se suzbila trgovinska ekspanzija Velike Britanije. Misiju je naredio predsednik Džeferson koji Luisu objašnjava da će u toj oblasti možda naići na paranormalne pojave.
U kratko istoriji ekspedicije sanzajemo da su se Luis i Klark 1806. god. zaista suočili sa paranormalnim pojavama i hordama demonskih lovaca koji su započeli lov na ljude. Luis se sreće sa Henri Hadsonom, vlasnikom Crne lože, koji mu nudi ostvaranje njegovih najskrivenijih želja. Od ovog susreta se Luis nikada nije oporavio. Ekspedicija pronalazi Luisa kako luta Gostvudom i vraća se u Sent Luis 23.09.1806. Obojica vođa ekspedicije su napredovali. Klark je bio nagrađen unaređenjem u admirala, dok je Luis imenovan za guvernera Luizijane, ali je na kraju poludeo i izvršio samoubistvo 1809. god.

### Glavna priča
Nakon Prologa radnja se prebacuje u London u 1895. godinu, kada Anderson dobija zadatak da poseti Šerloka Holmsa. Holms u tom trenutku od brata Majkrofta prima telegram o nestanku najstarijeg brata Holms - Šerinforda. (Votson je iznenađen da Holms ima i drugog brata.) Holms, Votson i Majkroft (koji radi za britansku onaveštajnu službu) kreću vozom u porodičnu kuću Holmsovih, u Majkroft, okrug Nort Rajding. U vozu Majkroft obaveštava Holmsa o smrti Klaudije Sinkler. Klaudija je nađena mrtva u svojoj sobi, potpuno naga. Nakon kraćeg razmišljanja, Holms nagađa da je Šerinford ubio Klaudiju.
Šerlok počinje istragu. U kaminu nalazi dugme od manžetne, dok mu lekar saopštava da je Klaudija zadavljena. Takođe, saznaju da je Klaudiju pre nekoliko meseci napustio suprug, a da joj je Šerlokov brat pružao podršku. Na stolu nalaze pismo od prethodnog dana kojom Klaudija moli Šerinforda da hitno dođe da bi razgovarali. Stara služavka Franses tvrdi da Klaudiju nije ubio Šerinfird već "stvor koji vrema u magli". Sličnu priču Holms i Votson čuju od grupa meštana koji su ih pozvali na sastanak u podrum javne biblioteke. Tamo im objašnjavaju da je njihovo tajno društvo osnovano da bi štitilo zajednicu od mračnih sila koje se kriju u šumi.
Holms i Anderson otrkivaju da je ubica holmsov prijatelj iz detinjstva kojeg je zaposeo Hadson. To biće je otelo i Šerinforda, koji se nalazi u Crnoj loži. Holms odlučuje da ode u SAD, pronađe Crnu ložu i spasi brata.

## Nastavak epizode
Ova epizoda nastavlja se u Zlatnoj seriji #25 pod nazivom Senka koja je izazvala Šerloka Holmsa (objavljena 19.11.2020).